# Матиморека
Матиморека — река в Вытегорском районе Вологодской области, левый приток Робреки.
Вытекает из Матим-озера, течёт преимущественно на юго-восток по безлюдной болотистой местности на территории Оштинского сельского поселения и впадает в Робреку примерно в 2 км от её устья. Длина реки составляет 14 км.

## Данные водного реестра
По данным государственного водного реестра России относится к Балтийскому бассейновому округу, водохозяйственный участок реки — Бассейн Онежского озера без рр. Шуя, Суна, Водла и Вытегра, речной подбассейн реки — Свирь (включая реки бассейна Онежского озера). Относится к речному бассейну реки Нева (включая бассейны рек Онежского и Ладожского озера).
Код объекта в государственном водном реестре — 01040100612102000017932.